# Rajasthan High Court

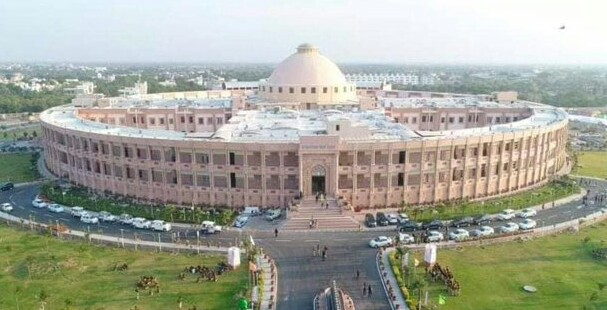
Der Sitz des Rajasthan High Courts in Jodhpur seit 2019

Der Rajasthan High Court (Hindi राजस्थान उच्च न्यायालय) ist das höchste Gericht des indischen Bundesstaats Rajasthan. Der High Court hat seinen Sitz in Jodhpur. Eine Zweigstelle (bench) besteht in Jaipur.

## Geschichte
Zur Zeit Britisch-Indiens befand sich der größte Teil des heutigen Rajasthan unter der Herrschaft einheimischer Fürsten. Nur die Enklave Ajmer-Merwara stand unter direkter britischer Kolonialverwaltung. Die Fürstenstaaten waren in der Rajputana Agency organisiert, verfügten aber jeweils über ein eigenes Rechtswesen. Nach der Unabhängigkeit Indiens 1947 wurden die Fürstenstaaten in die indische Union integriert und Rajasthan wurde zu einem Bundesstaat der 1950 gegründeten Republik Indien umgewandelt. Im Rahmen der Bildung des Bundesstaats musste die Hauptstadtfrage und die Frage nach dem Sitz des obersten Gerichts geklärt werden. Dazu wurde ein Komitee aus drei Personen gebildet, dem B. R. Patel, Generalsekretär der Patiala and East Punjab States Union (P.E.P.S.U.), T. C. Puri, ein Direktor im öffentlichen Gesundheitswesen und S. P. Sinha, ein leitender Angestellter des Central Public Works Departments, angehörten. Das Komitee lieferte am 27. März 1949 seinen Bericht ab und empfahl Jaipur als Hauptstadt und Jodhpur als Sitz des obersten Gerichts. Dafür wurden die bisherigen regionalen High Courts in Jaipur, Jodhpur, Bikaner, Udaipur und Alwar aufgelöst und in den neuen High Court überführt, der offiziell am 29. August 1949 in Jodhpur unter dem Präsidium des Rajpramukh, Maharaja Man Singh II., des letzten regierenden Maharajas von Jaipur, gegründet wurde. Erster oberster Richter (Chief Justice) wurde Kamal Kant Verma, der zuvor schon Chief Justice am Allahabad High Court und am Udaipur High Court gewesen war. Dem High Court gehörten weitere 11 beisitzende Richter an, die aus den verschiedenen Fürstenstaaten Rajasthans stammten. In Jaipur wurde eine Zweigstelle des High Courts eingerichtet.
Infolge des States Reorganisation Acts 1956 gewann Rajasthan Ajmer und kleine Grenzgebiete zum Bundesstaat Bombay und trat die Exklave Sironj an Madhya Pradesh ab. Jaipur blieb weiter Hauptstadt und Jodhpur Sitz des obersten Gerichts von Rajasthan. Den Empfehlungen einer Kommission der indischen Regierung folgend wurde die Zweigstelle des High Courts in Jaipur 1958 wieder aufgelöst. Letzteres führte jedoch zu erheblichen Unzufriedenheiten im ganzen östlichen Rajasthan und speziell in Jaipur. Verschiedene Anwaltskammern reichten Petitionen ein, in denen die Wiedereinrichtung der Zweigstelle in Jaipur erbeten wurde. Dies erfolgte am 8. Dezember 1976 mit einer entsprechenden Verordnung des indischen Präsidenten. Die Zuständigkeit der Zweigstelle in Jaipur erstreckt sich auf die Distrikte Ajmer, Alwar, Bharatpur, Dholpur, Kota, Bundi, Jhalawar, Baran, Jaipur, Jhunjhnun, Sawai Madhopur, Karauli, Sikar, Tonk und Dausa. Die übrigen 19 Distrikte unterstehen der Jurisdiktion des Gerichtshofs in Jodhpur. Der Chief Justice des Rajasthan High Courts hat das Recht, Fälle aus dem Zuständigkeitsbereich von Jaipur an den Hauptstandort Jodhpur zu ziehen.
Der Rajasthan High Court setzt sich derzeit aus 50 Richtern zusammen.
Am 7. Dezember 2019 weihte der indische Präsident Ram Nath Kovind das neue Gebäude des High Courts ein.